# 建美集團
建美集團有限公司，簡稱建美集團（英語：MAE Holdings Limited，港交所除牌時0851.HK），在1994年創立，而曾在1998年12月2日於香港交易所主板上市。
當時業務是在中國內地經營生產及銷换能器及变压器制造、电子产品及配件业务，以及铜精矿及其他有关产品业务，而鑑於全球電子行業不景氣，再加上過往投資虧損，於是胡翼時則以6700萬港元，收購從當時大股東高振順持有股權，收購完成後，所有董事一併退出，包括高振順、總裁黄少庚等，並把買賣電信設備和經營證券公司注入，而在2009年6月10日，更名為盛源控股有限公司，同時把所有虧損業務出售。

## 連結
- ShengYuan.hk （页面存档备份，存于）